# Pièce de 100 francs droits de l'homme
Pour les articles homonymes, voir 100 francs.
La pièce de 100 francs français droits de l'homme est une pièce commémorative française émise en 1989.

## Frappes
| Millésime    | Tirage    | Remarques |
| ------------ | --------- | --------- |
| 1989 (essai) | 1 850     |           |
| 1989         | 4 834 655 |           |

## Sources
- "Valeur des Monnaies de France" de René Houyez éditions GARCEN